# Xeniostomatinae
Xeniostomatinae is een onderfamilie van weekdieren uit de klasse van de Gastropoda (slakken).

## Geslacht
- Xeniostoma McLean, 2012